# Adama Barrow
Adama Barrow (Mankamang Kunda, 16 de fevereiro de 1965) é um político e desenvolvedor imobiliário gambiano que, desde 2017, é o atual presidente da Gâmbia e a terceira pessoa, na história, a ocupar o cargo.
Nascido em Mankamang Kunda, um vilarejo próximo a Basse Santa Su, ele frequentou a Escola Secundária de Crab Island e a Muslim High School, esta última com bolsa de estudos. Barrow, então, trabalhou para a Alhagie Musa Njie & Sons, uma empresa de energia do país, onde se tornou gerente de vendas. Mudando-se para Londres no início dos anos 2000, ele fez cursos no setor de mercado imobiliário e, ao mesmo tempo, trabalhou como segurança. Após retornar à Gâmbia em 2006, Barrow fundou a Majum Real Estate e foi seu CEO até 2016. Ele se tornou o tesoureiro do Partido Democrático Unido (UDP), um partido de oposição, passando a liderá-lo em setembro de 2016, após seu líder anterior ter sido preso. Barrow foi então escolhido como candidato do UDP nas eleições presidenciais de 2016. Posteriormente, foi anunciado que Barrow seria um candidato independente apoiado pela "Coalition 2016", uma coalizão de oposição formada pelo UDP e seis outros partidos.
Barrow venceu as eleições presidenciais de 2016 com 43,34% dos votos, derrotando o antigo presidente Yahya Jammeh. Jammeh inicialmente aceitou o resultado, mas depois voltou atrás, e Barrow foi forçado a fugir para o Senegal. Ele foi empossado na embaixada da Gâmbia no Senegal, em 19 de janeiro de 2017, e Jammeh foi forçado a deixar a Gâmbia e ir para o exílio em 21 de janeiro. Barrow voltou à Gâmbia em 26 de janeiro.
Em novembro de 2021, Barrow anunciou que disputaria as eleições presidenciais de dezembro, sendo candidato a reeleição. Em 4 de dezembro, Barrow foi reeleito presidente da Gâmbia com 53.23% dos votos, derrotando Ousainou Darboe e Mama Kandeh que terminaram, respectivamente, com 27.72% e 12.32% dos votos.

## Biografia
Barrow nasceu em 16 de fevereiro de 1965, em Mankamang Kunda, uma pequena aldeia perto de Basse Santa Su, dois dias antes da Gâmbia conseguir a independência do Reino Unido. Ele é filho de Mamudu Barrow e Kaddijatou Jallow. Ele estudou na escola primária local Koba Kunda, e em seguida na Escola Secundária Crab Island, em Banjul. Ele então recebeu uma bolsa para estudar na Muslim High School. Após deixar a escola, trabalhou para Alhagie Musa & Sons, uma empresa de gás, e subiu na hierarquia para se tornar um gerente de vendas. No início de 2000, ele se mudou para Londres, onde se graduou em direito e gestão imobiliária. Ao mesmo tempo, ele trabalhou como segurança, a fim de financiar seus estudos. Mais tarde, ele descreveu essas experiências como formativas, dizendo: "A vida é um processo e o Reino Unido me ajudou a tornar-me a pessoa que sou hoje. Trabalhar 15 horas por dia constrói um homem".
Barrow retornou à Gâmbia após sua graduação. Em 2006, ele estabeleceu Majum Real Estate, e de 2006 até 2016 foi o diretor executivo (CEO) da empresa.

## Presidente da Gâmbia
Em 30 de outubro de 2016, Barrow foi  escolhido por uma coalizão de sete partidos de oposição como seu candidato aprovado para a eleição presidencial gambia de 2016. Antes de se tornar um candidato para a presidência, Barrow não tinha anteriormente detido qualquer cargo eleito, mas tinha sido o tesoureiro do Partido Democrático Unido (UDP). Ele se demitiu do UDP em 3 de novembro, a fim de disputar a eleição como um independente, mas com total apoio da UDP.
Durante a campanha, ele prometeu aproximar a Gâmbia da ONU. Ele também prometeu reformar as forças armadas, sugerindo que elas devem ser "distanciadas da política". Também disse que iria criar um governo de transição temporária formada por membros da coalizão de oposição e deixaria o cargo dentro de três anos.
Na eleição, Barrow ganhou 43,34% dos votos, Yahya Jammeh ficou 39,6% dos votos, e um terceiro candidato do partido, Mama Kandeh, ganhou 17,1% dos votos.

### Transição presidencial e inauguração
Inicialmente, Jammeh indicou que uma entrega suave do poder ocorreria. No entanto, em 10 de dezembro, ele declarou que ele "totalmente" rejeitou o resultado da eleição. Esta foi recebida com indignação internacional: o Conselho de Segurança das Nações Unidas apelou Jammeh para "respeitar a escolha do povo soberano da Gâmbia", a União Africana declarou a declaração de Jammeh "nula e sem efeito", e sua relutância em renunciar foi ainda criticado pelos Estados Unidos, por Senegal, país vizinho, pela CEDEAO, e outros. Barrow deixou a Gâmbia e fugiu para o Senegal com medo. Jammeh continuou a se recusar a desistir do poder pacificamente e apelou sua perda na eleição para o Supremo Tribunal. Quando o Juiz Presidente do Supremo Tribunal de Justiça declarou que o tribunal não seria capaz considerar o caso para mais, pelo menos, quatro meses, Jammeh declarou estado de emergência para tentar evitar Barrow de ser empossado como presidente.
Barrow foi então empossado como Presidente da Gâmbia na embaixada gambiana em Dakar, Senegal, em 19 de Janeiro de 2017. No mesmo dia, as forças militares do Senegal, Nigéria e Gana entraram na Gâmbia, em uma intervenção militar da CEDEAO envolvendo terra, mar e forças aéreas para obrigar Jammeh a sair. As forças militares da Gâmbia não se opuseram à intervenção, que só se reuniu com menores confrontos isolados perto da cidade natal de Jammeh, Kanilai. A CEDEAO parou a incursão após apenas algumas horas e deu a Jammeh a última chance de deixar o cargo. Em 21 de janeiro, Jammeh deixou a Gâmbia para um exílio organizado pela CEDEAO, preparando o caminho para a transição do poder.